# Brandenberger Tal
Brandenberger Tal är en dal i Österrike.   Den ligger i förbundslandet Tyrolen, i den västra delen av landet, 300 km väster om huvudstaden Wien.
I omgivningarna runt Brandenberger Tal växer i huvudsak blandskog. Runt Brandenberger Tal är det ganska tätbefolkat, med 100 invånare per kvadratkilometer.